# Empoasca zapoides
Empoasca zapoides är en insektsart som beskrevs av Ross 1959. Empoasca zapoides ingår i släktet Empoasca och familjen dvärgstritar. Inga underarter finns listade i Catalogue of Life.